# 橙腹鸚鵡
橙腹鸚鵡（学名：Neophema chrysogaster），又名黃腹長尾鸚鵡，是澳洲特有的一種鸚鵡。雄鳥的上身呈鮮草綠色，下身黃色，腹部橙色。雌鳥及雛鳥的綠色較沉。牠們前額都有藍色斑紋，外飛羽藍色。牠們主要吃種子及草莓。
橙腹鸚鵡分佈在塔斯曼尼亞，會到澳洲大陸南部的沿海草原過冬。估計野外的數量只有180隻，屬於極危物種。

## 特徵
橙腹鸚鵡約20厘米長。雄鳥的上身呈鮮草綠色，下身黃色，前額有藍帶，上尾藍綠色，邊緣黃色，腹部橙色。翼底及飛羽都是深藍色，中央飛羽呈淡藍色。瞳孔深褐色，喙及腳灰色。雌鳥的綠色較沉，前額的藍帶較淡色。雛鳥也是呈較沉的綠色。

## 分佈及棲息地
橙腹鸚鵡只棲息在塔斯曼尼亞西南部，整個群落會飛越巴斯海峽到澳洲東南部的海岸過冬。牠們過冬的地點都有鹽沼，且是在或接近菲利普港。

## 行為
橙腹鸚鵡是成對或小群生活的，一般會留在地上或在較低的位置覓食。牠們主要吃種子（如藍灰濱藜及南方鹼蓮）及草莓（如臭草屬）。另有指牠們會吃海帶。

## 繁殖
橙腹鸚鵡的繁殖季節介乎10月至1月，只會有一隻雛鳥成長。牠們會在空心樹中築巢，巢離地面少於5米。每次會生4-5隻蛋，蛋長23毫米及闊20毫米。

## 保育狀況
橙腹鸚鵡的數量非常稀少，雖然在其中一個繁殖區有穩定或輕微的增長，但整體卻仍在下降。牠們故被世界自然保護聯盟列為極危。野外的數量估計只有約150隻，飼養的約有100隻。
橙腹鸚鵡的威脅主要是過冬位點的破壞、與入侵的物種爭奪食物、遷徙時被誤導方向、疾病（如鸚鵡圓環病毒病）、數量過少及入侵的掠食者等。

## 外部連結
- BirdLife Species Factsheet （页面存档备份，存于）
- Parrot Society of Australia
- Bird Australia[永久]